# دیانا بالموری
دیانا بالموری (انگلیسی: Diana Balmori; ۴ ژوئن ۱۹۳۲ – ۲۰۱۶ (۸۳−۸۴ سال)) معمار منظر اهل اسپانیا بود.